# Caldy
Caldy är en ort i distriktet Wirral, i grevskapet Merseyside, i England. Orten hade 1 229 invånare år 2021. Caldy var en civil parish från 1866 till 1974. Civil parish hade 607 invånare år 1951. Byn nämndes i Domedagsboken (Domesday Book) år 1086, och kallades då Calders.